# Pietro Mennea
Pietro Paolo Mennea (Barletta, 28 de junho de 1952 - 21 de março de 2013) foi um atleta italiano especialista em provas de velocidade. Foi detentor do recorde mundial dos 200 metros por um período dezessete anos, entre 1979 e 1996, ano em que essa marca foi batida por Michael Johnson. Considerado como um dos melhores velocistas europeus de todos os tempos (ainda hoje é o oitavo melhor de sempre nos 200 metros), Mennea foi campeão europeu desta prova em 1974 e 1978 e de 100 metros em 1978. Em 1980 sagou-se campeão olímpico de 200 metros nos Jogos de Moscovo.
Depois de terminar a sua carreira de atleta, Mennea concluiu os seus estudos, enveredando pela carreira de advocacia, ao mesmo tempo que exerceu actividade de docente na Universidade de Chieti-Pescara no domínio das Ciências Motoras e do Desporto. Também desempenhou actividade política, tendo sido eleito para deputado do Parlamento Europeu entre 1999 e 2004.

## Melhores marcas pessoais
| Prova      | Data                   | Local                              | Marca   |
| ---------- | ---------------------- | ---------------------------------- | ------- |
| 100 metros | 4 de setembro de 1979  | Cidade do México, México           | 10.01 s |
| 200 metros | 12 de setembro de 1979 | Cidade do México, Cidade do México | 19.72 s |
| 400 metros | 15 de maio de 1977     | Formia, Itália                     | 45.87 s |